# Chorwacja na Zimowych Igrzyskach Olimpijskich 2010

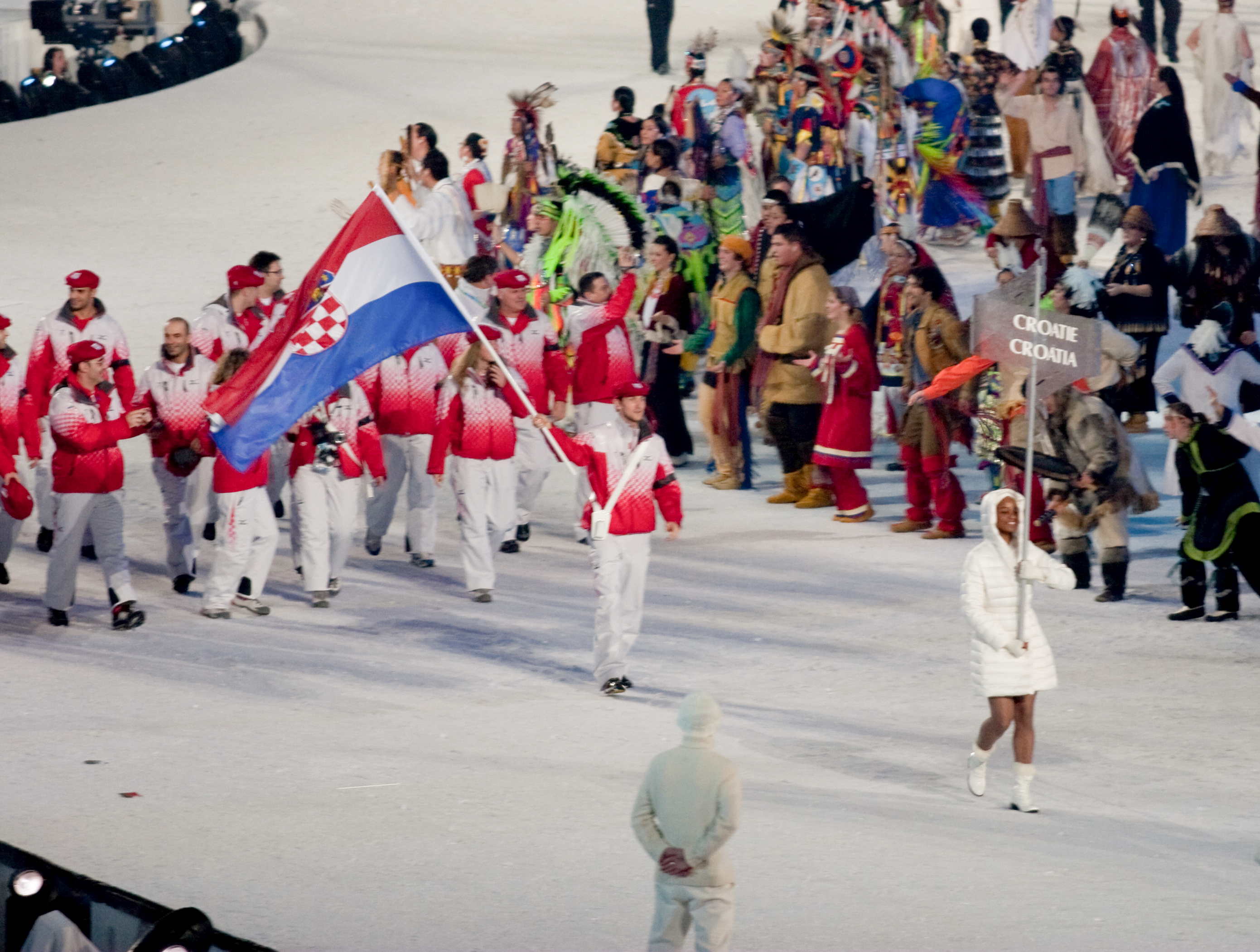
Reprezentacja Chorwacji podczas ceremonii otwarcia Zimowych Igrzysk Olimpijskich 2010

Chorwacka reprezentacja na Zimowych Igrzyskach Olimpijskich 2010 liczyła 18 sportowców, w tym 11 mężczyzn i 7 kobiet. Reprezentacja Chorwacji miała swoich przedstawicieli w 4, spośród wszystkich 15 sportów, a medale zdobywała w 2 dyscyplinach. Chorwaci wywalczyli łącznie 3 medale (2 srebrne i brązowy). Chorążym na ceremonii otwarcia był biathlonista Jakov Fak, dla którego były to pierwsze igrzyska. Z kolei chorążym podczas ceremonii zamknięcia był bobsleista Ivan Šola, dla którego były to trzecie igrzyska. Najmłodszą reprezentantką Chorwacji była 18-letnia narciarka alpejska Tea Palić, a najstarszym 48-letni bobsleista Ivan Šola. Dzięki startowi w Vancouver Šola stał się także najstarszym reprezentantem Chorwacji w historii jej startów na igrzyskach olimpijskich.
Najlepszym zawodnikiem reprezentacji Chorwacji był Ivica Kostelić. Narciarz alpejski zdobył dwa srebrne medale, w konkurencjach superkombinacji i slalomu mężczyzn. Medal dla reprezentacji Chorwacji wywalczył także biathlonista Jakov Fak.
Przez ostatnie 2,5 roku przed rozpoczęciem zawodów specjalnym programem pomocy finansowej dla potencjalnych olimpijczyków objętych było 38 zawodników i 4 trenerów. Chorwacki Komitet Olimpijski, w latach 2007–2010, przeznaczył na ten cel 13823356 kun, z czego 1318600 kun w samym 2010 roku (do momentu rozpoczęcia zawodów). Oficjalnej prezentacji chorwackiej reprezentacji dokonano 1 lutego 2010 roku w siedzibie firmy T-Hrvatski Telekom, głównego sponsora Chorwackiego Komitetu Olimpijskiego. Wszyscy reprezentanci Chorwacji podczas trwania igrzysk zostali zakwaterowani w wiosce olimpijskiej w Whistler.

## Sponsorzy
Głównym sponsorem Chorwackiego Komitetu Olimpijskiego, a co za tym idzie reprezentacji Chorwacji na igrzyskach w Vancouver był chorwacki operator telefonii komórkowej T-Hrvatski Telekom. Status złotego sponsora uzyskała firma Jamnica, producent wody mineralnej. Ponadto do grona sponsorów należały również: Croatia Airlines, Hrvatska radiotelevizija, Privredna banka Zagreb, Hrvatska turistička zajednica, North Spirit, Sunce, Volkswagen, miasto Poreč i adriatica.net Group. Ponadto specjalnymi partnerami zostały: Port lotniczy Zagrzeb, Multipower Sportsfood i Medis, a partnerami miasto Kutjevo oraz Fokus Medical.

## Nagrody finansowe
12 kwietnia 2007 roku Chorwacki Komitet Olimpijski ustalił regulamin nagród za wyniki osiągnięte przez reprezentantów Chorwacji w zawodach rangi międzynarodowej, w tym w Zimowych Igrzysk Olimpijskich 2010. Za zdobycie złotego medalu indywidualnego przewidziano 208 tysięcy kun. Mistrzowie olimpijscy w rywalizacji drużynowej mieli otrzymać 169 tysięcy kun. Nagroda za zdobycie srebrnego medalu indywidualnie wyniosła 130 tysięcy kun, a drużynowo 91 tysięcy kun. Brązowi medaliści igrzysk mieli otrzymać 91 tysięcy kun za każdy medal indywidualnie i 71,5 tysiąca za każdy medal drużynowy.

## Statystyki według dyscyplin
Spośród piętnastu dyscyplin sportowych, które Międzynarodowy Komitet Olimpijski włączył do kalendarza igrzysk, reprezentacja Chorwacji wzięła udział w czterech. Chorwaci nie wystawili żadnego reprezentanta w curlingu, hokeju na lodzie, kombinacji norweskiej, łyżwiarstwie figurowym, łyżwiarstwie szybkim, narciarstwie dowolnym, saneczkarstwie, short tracku, skeletonie, skokach narciarskich i snowboardzie.
Najliczniejszą reprezentację Chorwacja wystawiła w narciarstwie alpejskim, w których wystąpiło dziesięcioro chorwackich zawodników.
| Lp.     | Sport                 | Mężczyźni | Kobiety | Łącznie |
| ------- | --------------------- | --------- | ------- | ------- |
| 1       | Biathlon              | 1         | 1       | 2       |
| 2       | Biegi narciarskie     | 1         | 1       | 2       |
| 3       | Bobsleje              | 4         | –       | 4       |
| 4       | Narciarstwo alpejskie | 5         | 5       | 10      |
| Łącznie | Łącznie               | 11        | 8       | 18      |

## Medale
| Medal  | Zawodnik       | Sport                 | Wydarzenie               | Data |
| ------ | -------------- | --------------------- | ------------------------ | ---- |
| srebro | Ivica Kostelić | Narciarstwo alpejskie | Superkombinacja mężczyzn | 21   |
| srebro | Ivica Kostelić | Narciarstwo alpejskie | Slalom mężczyzn          | 27   |
| brąz   | Jakov Fak      | Biathlon              | Sprint mężczyzn          | 14   |

| Medale według sportów | Medale według sportów | Medale według sportów | Medale według sportów | Medale według sportów |
| --------------------- | --------------------- | --------------------- | --------------------- | --------------------- |
| Sport                 | złoto                 | srebro                | brąz                  | W sumie               |
| Narciarstwo alpejskie | 0                     | 2                     | 0                     | 2                     |
| Biathlon              | 0                     | 0                     | 1                     | 1                     |
| W sumie               | 0                     | 2                     | 1                     | 3                     |

### Indywidualna klasyfikacja medalowa
| Lp. | Zawodnik                               | złoto | srebro | brąz |   |
| --- | -------------------------------------- | ----- | ------ | ---- | - |
| 1   | Ivica Kostelić (narciarstwo alpejskie) | 0     | 2      | 0    | 2 |
| 2   | Jakov Fak (biathlon)                   | 0     | 0      | 1    | 1 |

## Konkurencje

### Objaśnienia
DSQ – Dyskwalifikacja
DNF – Zawodnik/Zawodniczka nie ukończył(-a) zawodów
DNS – Zawodnik/Zawodniczka nie wystartował(-a)
nq – Zawodnik/Zawodniczka nie awansował(-a)

### Biathlon
Zawody biathlonowe podczas Zimowych Igrzysk Olimpijskich 2010 były zaliczane do klasyfikacji generalnej Pucharu Świata. Chorwację reprezentował jeden zawodnik i jedna zawodniczka. Jakov Fak wystartował we wszystkich czterech konkurencjach indywidualnych, zdobywając brązowy medal w sprincie. Ponadto punktował także w biegu masowym (9. miejsce) oraz pościgowym (25.). Był to jego ostatni start na zimowych igrzyskach olimpijskich jako reprezentanta Chorwacji, gdyż w listopadzie 2010 roku przyjął słoweńskie obywatelstwo i od tego czasu reprezentuje ten kraj. Jedyną chorwacką biathlonistką była z kolei Andrijana Stipaničić, która została zgłoszona do startu w dwóch konkurencjach. W pierwszej z nich, sprincie, nie pojawiła się na starcie, a w drugiej, biegu indywidualnym, zajęła 83. pozycję.

#### Mężczyźni
- Jakov Fak[1]

| Wydarzenie        | Zawodnik  | Czas    | Miejsce       |
| ----------------- | --------- | ------- | ------------- |
| Sprint            | Jakov Fak | 24:21.8 | Brązowy medal |
| Bieg pościgowy    | Jakov Fak | 35:45.6 | 25.           |
| Bieg indywidualny | Jakov Fak | 53:56.0 | 51.           |
| Bieg masowy       | Jakov Fak | 36:10.5 | 9.            |

#### Kobiety
- Andrijana Stipaničić[1]

| Wydarzenie        | Zawodniczka          | Czas    | Miejsce |
| ----------------- | -------------------- | ------- | ------- |
| Sprint            | Andrijana Stipaničić | DNS     | –       |
| Bieg indywidualny | Andrijana Stipaničić | 53:06,1 | 83.     |

### Biegi narciarskie
Chorwację w biegach narciarskich reprezentował jeden mężczyzna i jedna kobieta. Andrej Burić wziął udział w jednej konkurencji, biegu indywidualnym stylem dowolnym na 15 km, w której zajął 75. miejsce. Wśród kobiet, jedyna Chorwatka, Nina Broznić także wystartowała raz, zajmując w kwalifikacjach sprintu 52. pozycję wśród 54. sklasyfikowanych zawodniczek.

#### Mężczyźni
- Andrej Burić[1]

| Wydarzenie                        | Zawodnik     | Kwalifikacje | Kwalifikacje | Ćwierćfinały | Ćwierćfinały | Półfinały | Półfinały | Finały  | Finały  |
| Wydarzenie                        | Zawodnik     | Czas         | Miejsce      | Czas         | Miejsce      | Czas      | Miejsce   | Czas    | Miejsce |
| --------------------------------- | ------------ | ------------ | ------------ | ------------ | ------------ | --------- | --------- | ------- | ------- |
| Bieg indywidualny stylem dowolnym | Andrej Burić |              |              |              |              |           |           | 38:51.0 | 75.     |

#### Kobiety
- Nina Broznić[1]

| Wydarzenie | Zawodniczka  | Kwalifikacje | Kwalifikacje | Ćwierćfinały | Ćwierćfinały | Półfinały | Półfinały | Finały | Finały  |
| Wydarzenie | Zawodniczka  | Czas         | Miejsce      | Czas         | Miejsce      | Czas      | Miejsce   | Czas   | Miejsce |
| ---------- | ------------ | ------------ | ------------ | ------------ | ------------ | --------- | --------- | ------ | ------- |
| Sprint     | Nina Broznić | 4:15.31      | 52.          | nq           | nq           | nq        | nq        | nq     | 52.     |

### Bobsleje
Chorwację w zawodach bobslejowych reprezentowało czterech zawodników. András Haklits, Slaven Krajačić, Igor Marić i Ivan Šola wzięli udział w wyścigu czwórek mężczyzn. Kwalifikację uzyskali w grudniu 2009 roku, podczas zawodów w Lake Placid. Przed rozpoczęciem zawodów, podczas oficjalnego treningu przeprowadzonego 22 lutego 2010 roku, chorwacka załoga uległa wypadkowi, jednak żaden z zawodników nie ucierpiał. Ostatecznie załoga przystąpiła więc do rywalizacji i została sklasyfikowana na przedostatniej, 20. pozycji.

#### Mężczyźni
- András Haklits
- Slaven Krajačić
- Igor Marić
- Ivan Šola[1]

| Zawodnik                                            | Konkurencja            | Wyniki      | Wyniki | Wyniki      | Wyniki | Wyniki      | Wyniki | Wyniki      | Wyniki | Czas        | Miejsce |
| Zawodnik                                            | Konkurencja            | 1. przejazd | Rk     | 2. przejazd | Rk     | 3. przejazd | Rk     | 4. przejazd | Rk     | Czas        | Miejsce |
| --------------------------------------------------- | ---------------------- | ----------- | ------ | ----------- | ------ | ----------- | ------ | ----------- | ------ | ----------- | ------- |
| Ivan Šola Igor Marić Slaven Krajačić András Haklits | Ślizg czwórek mężczyzn | 52.58 s     | 22     | 52.69 s     | 19     | 53.15 s     | 21     | 53.11 s     | 20     | 3:31.53 min | 20      |

### Narciarstwo alpejskie
Chorwację w narciarstwie alpejskim reprezentowało pięciu zawodników i pięć zawodniczek. Wśród mężczyzn pięciokrotnie startowali Ivica Kostelić, który zdobył dwa srebrne medale, oraz Natko Zrnčić-Dim, którego największym osiągnięciem było 19. miejsce w slalomie. Trzykrotnie w zawodach wziął udział Ivan Ratkić, którego najlepszym wynikiem była 26. pozycja w supergigancie. Dwukrotnie startowali Danko Marinelli, który w slalomie był 32., i Dalibor Šamšal, który nie ukończył obu swoich startów. Dzięki obu zdobytym medalom Ivica Kostelić został przez chorwackich dziennikarzy wybrany najlepszym sportowcem Chorwacji roku 2010. Wśród kobiet dwukrotnie startowały Ana Jelušić, Nika Fleiss oraz Matea Ferk, których najlepszymi wynikami były odpowiednio 12., 25. i 34. miejsce w slalomie. Po razie w zawodach wzięły udział Tea Palić, która w slalomie gigancie była 36., oraz Sofija Novoselić, która została sklasyfikowana na 39. pozycji w slalomie.

#### Mężczyźni
- Ivica Kostelić
- Danko Marinelli
- Ivan Ratkić
- Dalibor Šamšal
- Natko Zrnčić-Dim[1]

| Wydarzenie      | Atleta           | Zjazd 1. | Msc. 1. | Zjazd 2. | Msc. 2. | W sumie | Miejsce |
| --------------- | ---------------- | -------- | ------- | -------- | ------- | ------- | ------- |
| Superkombinacja | Ivica Kostelić   | 1:54.20  | 9.      | 51.05    | 6.      | 2:45.25 | srebro  |
| Superkombinacja | Ivan Ratkić      | DNF      | DNF     |          |         |         |         |
| Superkombinacja | Natko Zrnčić-Dim | 1:54.87  | 13.     | 53.99    | 27.     | 2:48.86 | 20.     |
| Zjazd           | Ivica Kostelić   | 1.55.49  |         |          |         |         | 18.     |
| Zjazd           | Ivan Ratkić      | 1:58.58  |         |          |         |         | 41.     |
| Zjazd           | Natko Zrnčić-Dim | 1.57.02  |         |          |         |         | 33.     |
| Slalom gigant   | Ivica Kostelić   | 1.18.05  | 10.     | 1.20.83  | 6.      | 2:38.88 | 7.      |
| Slalom gigant   | Danko Marinelli  | DSQ      | DSQ     |          |         |         |         |
| Slalom gigant   | Dalibor Šamšal   | DNF      | DNF     |          |         |         |         |
| Slalom gigant   | Natko Zrnčić-Dim | 1.21.84  | 46.     | 1:24.17  | 40.     | 2:46.01 | 41.     |
| Slalom          | Ivica Kostelić   | 48.37    | 4.      | 51.11    | 3.      | 1:39.48 | srebro  |
| Slalom          | Danko Marinelli  | 52.28    | 38.     | 55.05    | 32.     | 1:47.33 | 32.     |
| Slalom          | Dalibor Šamšal   | DNF      | DNF     |          |         |         |         |
| Slalom          | Natko Zrnčić-Dim | 50.01    | 23.     | 51.98    | 12.     | 1:41.99 | 19.     |
| Supergigant     | Ivica Kostelić   | 1.31.47  |         |          |         |         | 16.     |
| Supergigant     | Ivan Ratkić      | 1.32.67  |         |          |         |         | 26.     |
| Supergigant     | Natko Zrnčić-Dim | DNF      | DNF     |          |         |         |         |

#### Kobiety
- Matea Ferk
- Nika Fleiss
- Ana Jelušić
- Sofija Novoselić
- Tea Palić[1]

| Wydarzenie    | Atleta           | Zjazd 1. | Msc. 1. | Zjazd 2. | Msc. 2. | W sumie | Miejsce |
| ------------- | ---------------- | -------- | ------- | -------- | ------- | ------- | ------- |
| Slalom gigant | Matea Ferk       | DNF      | DNF     |          |         |         |         |
| Slalom gigant | Nika Fleiss      | 1:19.75  | 36.     | DNS      | DNS     |         |         |
| Slalom gigant | Ana Jelušić      | 1:20.62  | 44.     | DNS      | DNS     |         |         |
| Slalom gigant | Tea Palić        | 1:19.95  | 37.     | 1:16.17  | 36.     | 2:36.12 | 36.     |
| Slalom        | Matea Ferk       | 54.95    | 39.     | 55.98    | 36.     | 1:50.93 | 34.     |
| Slalom        | Nika Fleiss      | 53.68    | 29.     | 53.91    | 25.     | 1:47.59 | 25.     |
| Slalom        | Ana Jelušić      | 52.37    | 16.     | 53.06    | 14.     | 1:45.43 | 12.     |
| Slalom        | Sofija Novoselić | 58.17    | 48.     | 56.74    | 38.     | 1:54.91 | 39.     |